# المركز الطبي الجامعي بماستريخت
المركز الطبي الجامعي بماستريخت (المعروف سابقًا باسم مستشفى ماستريخت الأكاديمي) أو ماستريخت UMC +، هو مستشفى أكاديمي في مدينة ماستريخت (هولندا) ويتبع جامعة ماستريخت، و يعد واحدًا من ثمانية مراكز طبية جامعية في هولندا، و جزء من الاتحاد الهولندي للمراكز الطبية الجامعية (NFU).

## حقائق وأرقام
في عام 1991 تم تأسيس مستشفى ماستريخت الأكاديمي في ماستريخت، منذ عام 2008 تتعاون كلية الصحة والطب وعلوم الحياة بجامعة ماستريخت والمستشفى الأكاديمي ماستريخت تحت اسم ماستريخت UMC +
في عام 2016 كان لدى المركز:
- 715 سريرًا، بما في ذلك 60 سريرًا للعناية المركزة، 10 منها في وحدة العناية المركزة للأطفال و 23 في وحدة العناية المركزة لحديثي الولادة.
- 26 غرفة عمليات.
- 27436 حالة دخول.
- 194.934 يوم تمريض.
- 22.722 جلسة علاج.
- 453،908 استشارة خارجية.
- 7593 موظفًا.

## معلومات عامة
لدى المركز ثلاث مهام أساسية: الرعاية الصحية والبحث العلمي والتعليم. تشير علامة "+" في الاسم إلى التركيز الخاص على الوقاية وتعزيز الصحة.ويحتوي على أربع تخصصات وهي:
- أمراض القلب والأوعية الدموية
- أمراض الجهاز التنفسي
- علم الأورام
- اضطرابات الدماغ والجهاز العصبي